# Homenagem ao 70.º aniversário de Nelson Mandela
A homenagem ao 70.º aniversário de Nelson Mandela foi um concerto de música popular realizado no dia 11 de junho de 1988 no Estádio de Wembley, em Londres, e transmitido para 67 países e uma audiência de 600 milhões. Marcando o próximo 70º aniversário (18 de julho de 1988) do encarcerado revolucionário anti-apartheid Nelson Mandela, o espectáculo também foi conhecido como Freedomfest, Free Nelson Mandela Concert e Mandela Day. Nos Estados Unidos, a rede de televisão Fox censurou fortemente os aspectos políticos do espectáculo. O concerto é considerado um exemplo notável de música anti-apartheid.